# Chùa Non Nước (Hà Nội)

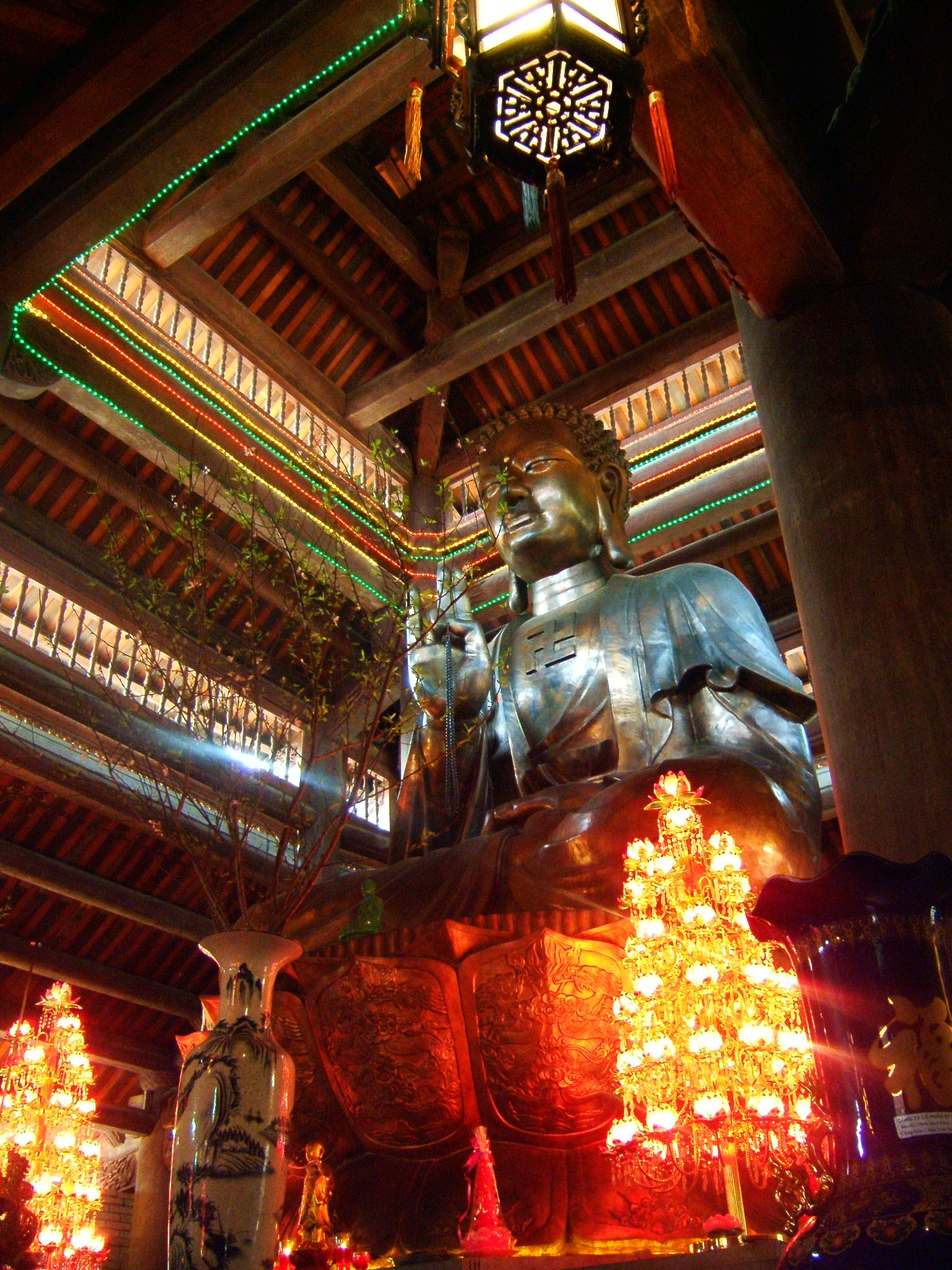
Tượng Phật bằng đồng nguyên khối tại chùa

Chùa Non Nước (tên chữ là Sóc Thiên Vương Thiền tự) nằm trong quần thể khu di tích Đền Sóc ở độ cao hơn 110 m so với chân núi. Chùa nằm chính giữa dãy nũi hình vòng cung, tựa như người ngồi trên chiếc ngai, hướng nhìn xuống vùng hồ nước trong xanh, và những xóm làng trù phú của thôn Vệ Linh, xã Phù Linh, huyện Sóc Sơn, thành phố Hà Nội.

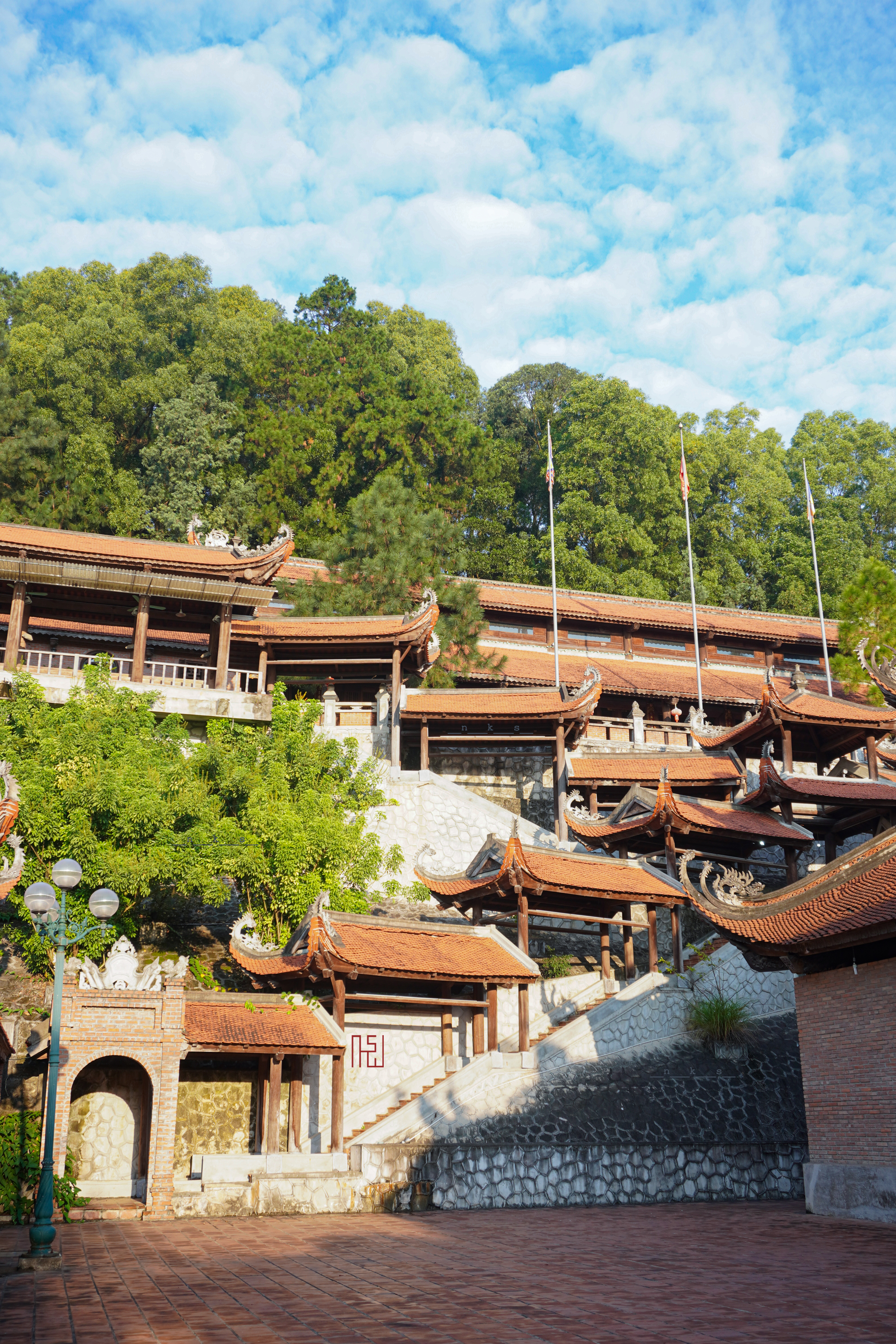

Theo Thiền Uyển Tập Anh và Đại Việt Sử ký toàn thư, vị thiền sư đầu tiên trụ trì chùa này tên là Ngô Chân Lưu (933-1011), hậu duệ của Ngô Quyền. Năm 971, được vua Đinh Tiên Hoàng phong hiệu Khuông Việt Quốc sư. Đó là vị thiền sư đầu tiên được nhà nước phong kiến của Việt Nam phong tặng danh hiệu Quốc sư. Lịch sử ghi nhận vị Quốc sư này cùng Vạn Hạnh Thiền sư đã phù trợ đưa Lý Công Uẩn lên ngôi. Năm 1010 Lý Công Uẩn rời đô từ Hoa Lư (Ninh Bình) ra Thăng Long, mở đầu cho thời kỳ hưng thịnh nhất của lịch sử Việt Nam. Khuông Việt Quốc sư trở thành Việt Nam tam triều Quốc sư (trải ba triều Đinh - Lê - Lý).

## Học viện Phật giáo Việt Nam

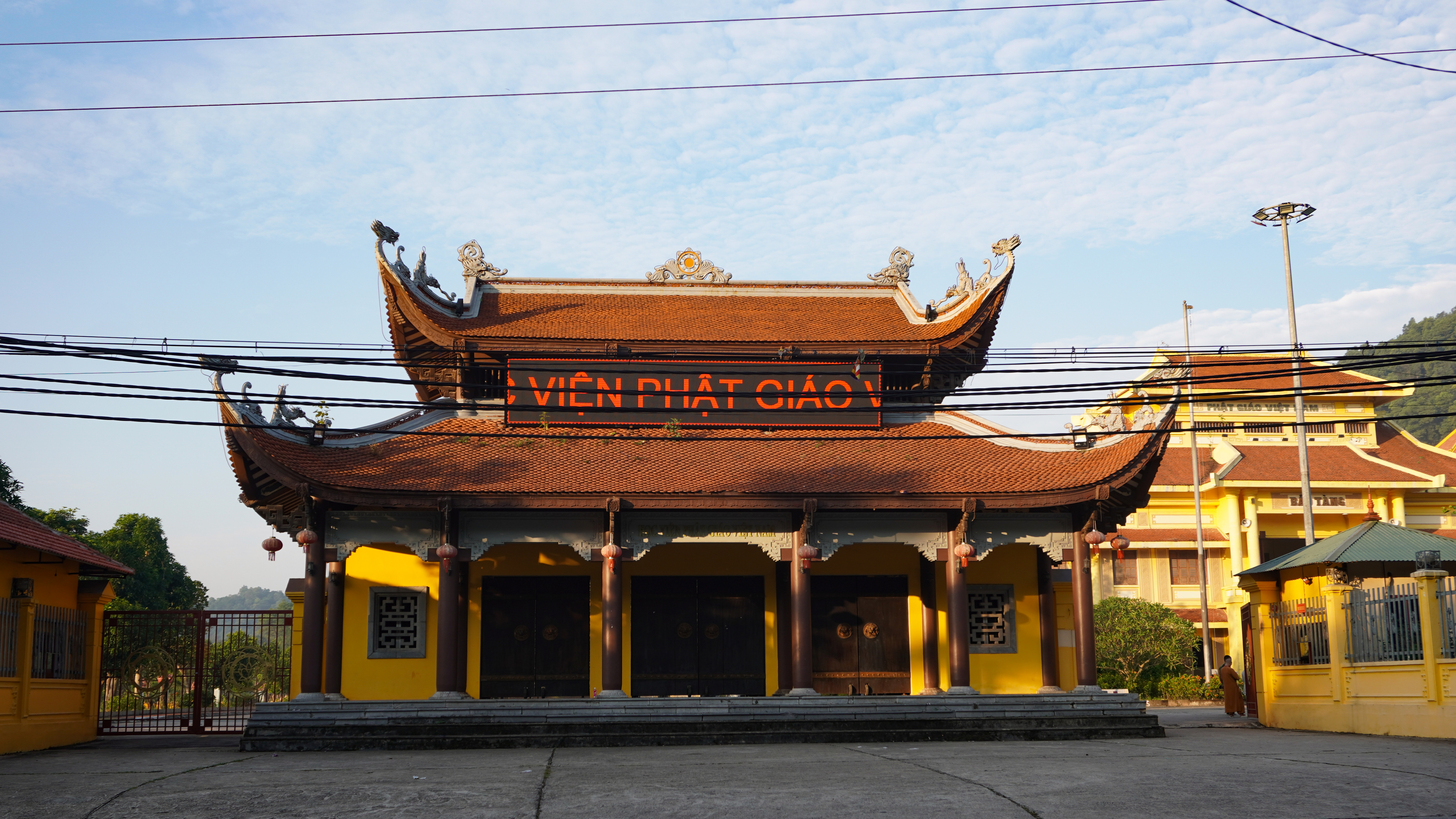
Cổng học viện Phật giáo Việt Nam

Học viện Phật giáo Việt Nam, tiền thân là Trường Cao cấp Phật học được thành lập năm 1981, hiện có trụ sở tại Chùa Quán Sứ, Hà Nội. Xuất phát từ nhu cầu nghiên cứu, đào tạo Phật học, Trung ương Giáo hội Phật giáo Việt Nam đã quyết định thực hiện dự án xây dựng trụ sở mới của Học viện trên khu đất hơn 11ha. Học viện được xây dựng trên khu đất nằm trong quần thể "Non nước Thiền tự" dấu tích Phật giáo Thăng Long, với quy mô đào tạo 1.500-2.000 tăng ni sinh các hệ cao đẳng, đại học và sau đại học.
Học viện Phật giáo Việt Nam gồm Tòa chính điện, khu Đại, Trung, Tiểu giảng đường; khu quảng trường, khuôn viên có thể chứa hơn 2 vạn người; thư viện Phật giáo; Trung tâm Y học Tuệ Tĩnh; khu ký túc xá. Tổng kinh phí xây dựng ước tính khoảng 200 tỷ đồng, được tiến hành theo từng giai đoạn, dự kiến trong khoảng từ 15 đến 20 năm. Học viện Phật giáo tại Hà Nội là Học viện Phật giáo thứ 3 ở Việt Nam, sau hai học viện đang hoạt động tại Thành phố Hồ Chí Minh và Huế.
Trụ trì hiện nay của Chùa Non Nước là Thượng tọa Thích Thanh Quyết (1962)
Viện trưởng hiện nay của HVPG HN là Hòa thượng Thích Thanh Đạt